# سيا ناكانو
سيا ناكانو (باليابانية: 中野 誠也) (مواليد 23 يوليو 1995) هو لاعب كرة قدم ياباني.

## وصلات خارجية
- سيا ناكانو على موقع رابطة كرة القدم اليابانية للمحترفين (اليابانية)
- سيا ناكانو على موقع قاعدة بيانات كرة القدم.إي يو (الإنجليزية)
- سيا ناكانو على موقع Soccerway.com (الإنجليزية)
- سيا ناكانو على موقع عالم كرة القدم.نت (الإنجليزية)